# Paramesiodes
Paramesiodes is een geslacht van vlinders van de familie bladrollers (Tortricidae), uit de onderfamilie Tortricinae.

## Soorten
- P. albescens (Meyrick, 1912)
- P. aprepta Bradley, 1965
- P. chloradelpha (Meyrick, 1912)
- P. geraeas (Meyrick, 1909)
- P. longirostris Diakonoff, 1960
- P. minor Diakonoff, 1960
- P. phaeostropha Bradle
- P. temulenta (Meyrick, 1912)